# Mike + The Mechanics
Mike & The Mechanics — британская рок/поп-группа, сформировавшаяся в 1984 году в качестве самостоятельного проекта Майка Резерфорда — одного из основателей группы Genesis. Название группы, которое он выбрал сам, указывало на то, кто является лидером группы, несмотря на то, что Майк не являлся солистом группы.
В марте 1989 года их сингл «The Living Years» занял первое место в американском хит-параде Billboard Hot 100, а также был на первом месте в чартах Австралии и Канады. В 1990 году песня была номинирована на премию Грэмми, в престижной номинации Лучшая песня года, а группа выступала 22 февраля 1990 на 32-й церемонии в Лос-Анджелесе в сопровождении двух хоров -  детского и взрослого. Песня получила премию Ivor Novello Award в Лондоне в категории «Best Song Musically & Lyrically».

## История группы
Активная работа в группе Genesis не мешает Майку задумываться о сольной карьере, и, следуя примеру своего коллеги по группе, Фила Коллинза, который уже добился всемирного признания, побывав в верхних строчках хит-парадов мира, Майк и его «механики» также успешно продвигаются к вершинам мировых музыкальных чартов. Сольная карьера Майка показала, что он способен самостоятельно добиться успеха. Музыкальный жанр, в котором работают Mike and the Mechanics, скорее относится к софт-року, нежели к арт-року, к которому тяготеют Genesis. Поскольку звездная карьера Майка начиналась в атмосфере арт-рока, в его сольном творчестве также можно проследить черты этого жанра.
В основном составе группы в разные годы работали Майк Резерфорд, Пол Кэррак и Пол Янг (бывший участник группы Sad Café), Эдриан Ли (клавишные) и Питер Ван Хууке (ударные). Гитарные партии на некоторых студийных работах группы исполнял Алан Мерфи.

## Дискография

### Студийные альбомы
| Название                  | Детали                                                               | Высшая позиция | Высшая позиция | Высшая позиция | Высшая позиция | Высшая позиция | Сертификация |
| Название                  | Детали                                                               | UK             | US             | CAN            | GER            | AUS            | Сертификация |
| ------------------------- | -------------------------------------------------------------------- | -------------- | -------------- | -------------- | -------------- | -------------- | ------------ |
| Mike + The Mechanics      | - Дата релиза: 5 октября 1985 - Лейбл: Atlantic / WEA - Формат: CD   | 78             | 26             | 10             | 9              | —              |              |
| Living Years              | - Дата релиза: 28 октября 1988 - Лейбл: Atlantic / WEA - Формат: CD, | 2              | 13             | 12             | 16             | 10             |              |
| Word of Mouth             | - Дата релиза: 2 апреля 1991 - Лейбл: Atlantic / Virgin - Формат: CD | 11             | 107            | 24             | —              | —              |              |
| Beggar on a Beach of Gold | - Дата релиза: 6 марта 1995 - Лейбл: Atlantic / Virgin - Формат: CD  | 9              | —              | —              | 21             | —              |              |
| Mike + The Mechanics      | - Дата релиза: 31 мая 1999 - Лейбл: Virgin - Формат: CD              | 14             | —              | —              | 9              | —              |              |
| Rewired                   | - Дата релиза: 7 июня 2004 - Лейбл: Rhino / Virgin - Формат: CD      | 61             | —              | —              | 39             | —              |              |
| The Road                  | - Дата релиза: 18 апреля 2011 - Лейбл: Sony Music - Формат: CD       | 42             | —              | —              | —              | —              |              |
| Let Me Fly                | - Дата релиза: 7 апреля 2017 - Лейбл: BMG (UK) - Формат: CD          | —              | —              | —              | —              | —              |              |

### Синглы
| Год  | Песня                                  | UK | US | CAN | GER | AUS | NZ | NL | Альбом                    |
| ---- | -------------------------------------- | -- | -- | --- | --- | --- | -- | -- | ------------------------- |
| 1985 | «Silent Running (On Dangerous Ground)» | 21 | 6  | 8   | 8   | —   | —  | 39 | Mike + The Mechanics      |
| 1986 | «All I Need is a Miracle»              | 53 | 5  | 10  | 26  | —   | 31 | —  | Mike + The Mechanics      |
| 1986 | «Taken In»                             | —  | 32 | 39  | —   | —   | —  | —  | Mike + The Mechanics      |
| 1988 | «Nobody’s Perfect»                     | 80 | 63 | —   | —   | 29  | —  | —  | The Living Years          |
| 1989 | «The Living Years»                     | 2  | 1  | 1   | 13  | 1   | 11 | 20 | The Living Years          |
| 1989 | «Seeing is Believing»                  | —  | 62 | 46  | —   | —   | —  | —  | The Living Years          |
| 1989 | «Nobody Knows»                         | 81 | —  | —   | —   | —   | —  | —  | The Living Years          |
| 1989 | «Revolution»                           | —  | —  | 82  | —   | —   | —  | —  | Rude Awakening Soundtrack |
| 1991 | «Word of Mouth»                        | 13 | 78 | 36  | 27  | 33  | —  | 13 | Word of Mouth             |
| 1991 | «A Time and Place»                     | 58 | —  | —   | —   | —   | —  | —  | Word of Mouth             |
| 1991 | «Everybody Gets a Second Chance»       | 56 | —  | 21  | 51  | —   | —  | —  | Word of Mouth             |
| 1995 | «Over My Shoulder»                     | 12 | —  | 22  | 44  | —   | —  | —  | Beggar on a Beach of Gold |
| 1995 | «A Beggar on a Beach of Gold»          | 33 | —  | —   | 64  | —   | —  | —  | Beggar on a Beach of Gold |
| 1995 | «Mea Culpa»                            | —  | —  | 45  | —   | —   | —  | —  | Beggar on a Beach of Gold |
| 1995 | «Another Cup of Coffee»                | 51 | —  | 53  | 61  | —   | —  | —  | Beggar on a Beach of Gold |
| 1996 | «All I Need is a Miracle '96»          | 27 | —  | —   | 81  | —   | —  | —  | Hits                      |
| 1996 | «Silent Running '96»                   | 61 | —  | —   | —   | —   | —  | —  | Hits                      |
| 1999 | «Now That You’ve Gone»                 | 35 | —  | —   | 64  | —   | —  | —  | M6                        |
| 1999 | «Whenever I Stop»                      | 73 | —  | —   | —   | —   | —  | —  | M6                        |
| 2011 | «Reach Out (Touch The Sun)»            | —  | —  | —   | —   | —   | —  | —  | The Road                  |
| 2017 | «Don’t Know What Came Over Me»         | —  | —  | —   | —   | —   | —  | —  | Let Me Fly                |

## Состав группы
Нынешние участники
- Майк Резерфорд — гитара, бас-гитара, вокал, автор песен (с 1984 по н.в.)
- Гэри Уоллис — ударные (1995—2004, с 2010 по н.в.)
- Эндрю Роучфорд — вокал, клавишные (с 2010 по н.в.)
- Тим Ховар — вокал (с 2010 по н.в.)
- Энтони Дреннан — гитара (с 2010 по н.в.)
- Люк Джаби — клавишные, бэк-вокал (с 2010 по н.в.)

Бывшие участники
- Пол Кэррак — вокал, клавишные, гитара, автор песен (1985—2006)
- Би. Эй. Робертсон — клавишные, автор песен, тексты (1985—2004)
- Пол Янг — вокал, перкуссия (1985—2000, ум. 2000)
- Питер Ван Хууке — ударные (1985—1995, 2004)
- Эдриан Ли — клавишные (1985—1995)
- Тим Ренвик — гитара (1989—1991, 1995—1996)
- Джэми Моузес — гитара (1999, 2004)

Временная шкала